# Hemidactylus foudaii
Espèce
Statut de conservation UICN

 LC  : Préoccupation mineure
Hemidactylus foudaii est une espèce de geckos de la famille des Gekkonidae.

## Répartition
Cette espèce se rencontre dans le sud-est de l'Égypte et dans le nord-est du Soudan. Elle se rencontre dans le Gebel Elba.

## Description
C'est un gecko nocturne et insectivore.

## Étymologie
Cette espèce est nommée en l'honneur de Moustafa Mokhtar Fouda (1950-).

## Publication originale
- Baha El Din, 2003 : A new species of Hemidactylus (Squamata : Gekkonidae) from Egypt. African Journal of Herpetology, vol. 52, n. 1, p. 39-47.